# Merlines
Merlines (Marlina en occitan) est une commune française située dans le département de la Corrèze en région Nouvelle-Aquitaine.
Ses habitants sont appelés les Merlinois et les Merlinoises.

## Géographie

### Localisation
Commune située sur un plateau vallonné à 720 m d'altitude traversé au sud-sud par la rivière Chavanon au fond de gorges escarpées (fond à 590 m d'altitude). Elle est limitrophe de la commune de Messeix, en Auvergne-Rhône-Alpes, et jouxte la commune d’Eygurande nord, à 2 kilomètres.
Entre les deux communes, un lac artificiel de loisirs (l'étang de l'Abeille) a été créé dans les années 1970.

### Hydrographie
La commune est arrosée par le Chavanon, le ruisseau de la Barricade et le ruisseau de l'Abeille.

### Transports
La commune est traversée d'ouest en est par la nationale 89 (devenue RD 1089 fin 2006) et au sud-est par l'autoroute française A89.
Au sud, la gare est située sur la ligne Lyon-Bordeaux et possède également un embranchement vers Montluçon et Paris : la ligne Bourges - Miécaze.
Merlines fut un centre ferroviaire de grande importance de 1880 à 1952, puis, après la construction du barrage de Bort-les-Orgues, l'activité de la gare déclina au fil des ans.
La ligne Le Palais - Eygurande-Merlines était une ligne secondaire du Limousin.

Il reste un peu d'architecture SNCF et un ancien dépôt.
Longtemps la gare de Merlines fut appelée gare d'Eygurande-Merlines.

### Climat
Pour des articles plus généraux, voir Climat de la Nouvelle-Aquitaine et Climat de la Corrèze.
Historiquement, la commune est exposée à un climat montagnard.  
En 2020, Météo-France publie une typologie des climats de la France métropolitaine dans laquelle la commune est exposée à un climat de montagne et est dans la région climatique  Ouest et nord-ouest du Massif Central, caractérisée par une pluviométrie annuelle de 900 à 1 500 mm, maximale en automne et en hiver.
Pour la période 1971-2000, la température annuelle moyenne est de 9,1 °C, avec  une amplitude thermique annuelle de 15,1 °C. Le cumul annuel moyen de précipitations est de 1 123 mm, avec 13,2 jours de précipitations en janvier et 8,2 jours en juillet. Pour la période 1991-2020, la température moyenne annuelle observée sur la station météorologique la plus proche, située sur la commune d'Ussel à 16 km à vol d'oiseau, est de 9,9 °C et le cumul annuel moyen de précipitations est de 1 156,1 mm,. Pour l'avenir, les paramètres climatiques de la commune estimés pour 2050 selon différents scénarios d’émission de gaz à effet de serre sont consultables sur un site dédié publié par Météo-France en novembre 2022.

## Urbanisme

### Typologie
Au 1er janvier 2024, Merlines est catégorisée commune rurale à habitat dispersé, selon la nouvelle grille communale de densité à 7 niveaux définie par l'Insee en 2022.
Elle est située hors unité urbaine. Par ailleurs la commune fait partie de l'aire d'attraction d'Ussel, dont elle est une commune de la couronne,. Cette aire, qui regroupe 38 communes, est catégorisée dans les aires de moins de 50 000 habitants,.

### Occupation des sols
L'occupation des sols de la commune, telle qu'elle ressort de la base de données européenne d’occupation biophysique des sols Corine Land Cover (CLC), est marquée par l'importance des forêts et milieux semi-naturels (48,6 % en 2018), en diminution par rapport à 1990 (54,4 %). La répartition détaillée en 2018 est la suivante : 
forêts (48,6 %), prairies (29,6 %), zones agricoles hétérogènes (11,2 %), zones industrielles ou commerciales et réseaux de communication (5,8 %), zones urbanisées (4,8 %).
L'évolution de l’occupation des sols de la commune et de ses infrastructures peut être observée sur les différentes représentations cartographiques du territoire : la carte de Cassini (XVIIIe siècle), la carte d'état-major (1820-1866) et les cartes ou photos aériennes de l'IGN pour la période actuelle (1950 à aujourd'hui).

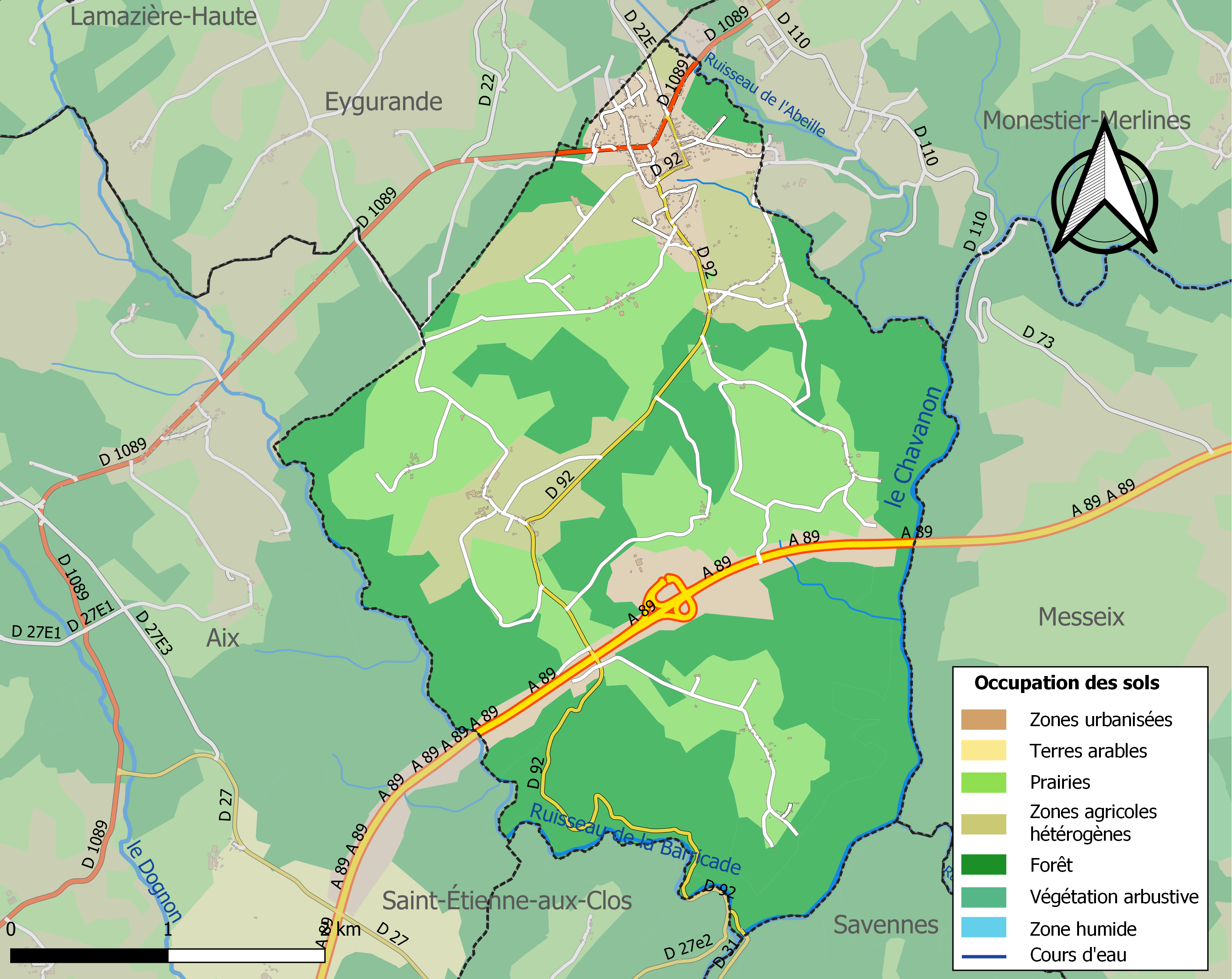
Carte des infrastructures et de l'occupation des sols de la commune en 2018 (CLC).

### Transport routier
- Réseau Réseau interurbain de la Corrèze

### Risques majeurs
Le territoire de la commune de Merlines est vulnérable à différents aléas naturels : météorologiques (tempête, orage, neige, grand froid, canicule ou sécheresse), feux de forêts et séisme (sismicité très faible). Il est également exposé à un risque technologique,  le transport de matières dangereuses, et à un risque particulier : le risque de radon. Un site publié par le BRGM permet d'évaluer simplement et rapidement les risques d'un bien localisé soit par son adresse soit par le numéro de sa parcelle.

#### Risques naturels

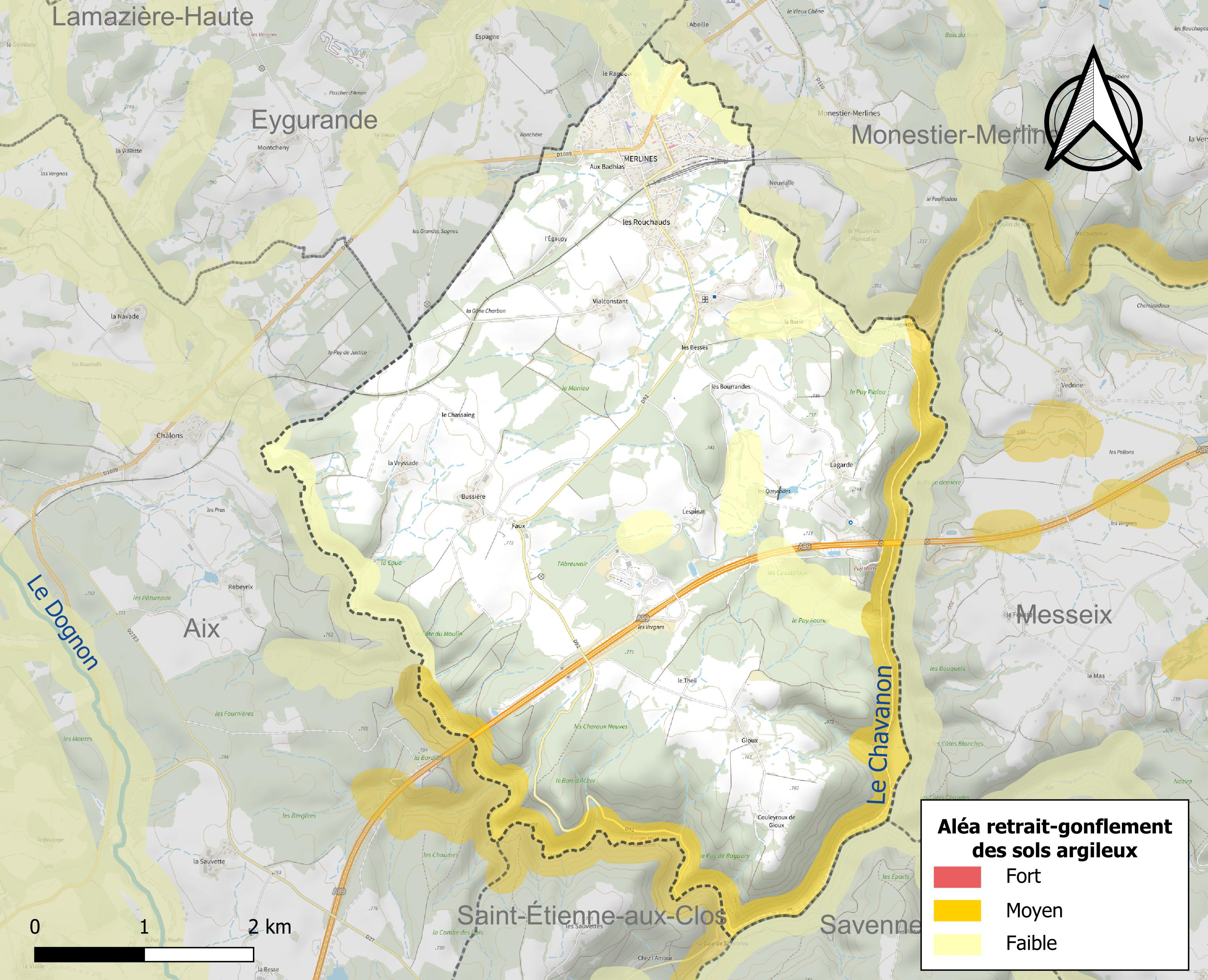
Carte des zones d'aléa retrait-gonflement des sols argileux de Merlines.

Le retrait-gonflement des sols argileux est susceptible d'engendrer des dommages importants aux bâtiments en cas d’alternance de périodes de sécheresse et de pluie. 7,8 % de la superficie communale est en aléa moyen ou fort (26,8 % au niveau départemental et 48,5 % au niveau national). Sur les 381 bâtiments dénombrés sur la commune en 2019, trois sont en aléa moyen ou fort, soit 1 %, à comparer aux 36 % au niveau départemental et 54 % au niveau national. Une cartographie de l'exposition du territoire national au retrait gonflement des sols argileux est disponible sur le site du BRGM,.
Concernant les feux de forêt, aucun plan de prévention des risques incendie de forêt (PPRIF) n’a été établi en Corrèze, néanmoins le code de l’urbanisme impose la prise en compte des risques dans les documents d’urbanisme. Le périmètre des servitudes d'utilité publique et des zones d'obligation légale de débroussaillement pour les particuliers est quant à lui défini pour la commune dans une carte dédiée. 

#### Risques technologiques
Le risque de transport de matières dangereuses sur la commune est lié à sa traversée par une route à fort trafic. Un accident se produisant sur une telle infrastructure est susceptible d’avoir des effets graves sur les biens, les personnes ou l'environnement, selon la nature du matériau transporté. Des dispositions d’urbanisme peuvent être préconisées en conséquence. 

#### Risque particulier
Dans plusieurs parties du territoire national, le radon, accumulé dans certains logements ou autres locaux, peut constituer une source significative d’exposition de la population aux rayonnements ionisants. Certaines communes du département sont concernées par le risque radon à un niveau plus ou moins élevé. Selon la classification de 2018, la commune de Merlines est classée en zone 3, à savoir zone à potentiel radon significatif. 

## Histoire
Sous l’Ancien Régime le territoire de Merlines dépendait du seigneur de La Garde-Guillotin (Famille d'Ussel), et du prieur de Port-Dieu.

## Politique et administration
| Période | Période  | Identité              | Étiquette | Qualité               |
| ------- | -------- | --------------------- | --------- | --------------------- |
| 1945    | 1949     | Jean Vergely          | .         | .                     |
| 1949    | 1959     | Jean-Marie Goudeneche | .         | .                     |
| 1959    | 1971     | Raymond MontLouis     | .         | .                     |
| 1971    | 1983     | Jean Vergely          | .         | .                     |
| 1983    | 2001     | Guy Lepetit           | DVD       | .                     |
| 2001    | 2008     | Bernard Perrier       | DVD       | Décédé en fonctions   |
| 2008    | 2014     | Patrice Seuniac       | SE        | .                     |
| 2014    | En cours | Pascal Montigny       |           | Professeur des écoles |

## Démographie
| 1793 | 1800 | 1806 | 1821 | 1831 | 1836 | 1841 | 1846 | 1851 |
| ---- | ---- | ---- | ---- | ---- | ---- | ---- | ---- | ---- |
| 350  | 381  | 400  | 354  | 364  | 412  | 418  | 449  | 488  |

| 1856 | 1861 | 1866 | 1876 | 1881 | 1886 | 1891 | 1896 | 1901  |
| ---- | ---- | ---- | ---- | ---- | ---- | ---- | ---- | ----- |
| 450  | 506  | 510  | 494  | 607  | 746  | 874  | 913  | 1 031 |

| 1906  | 1911  | 1921  | 1926  | 1931  | 1936  | 1946  | 1954 | 1962  |
| ----- | ----- | ----- | ----- | ----- | ----- | ----- | ---- | ----- |
| 1 018 | 1 203 | 1 120 | 1 179 | 1 187 | 1 121 | 1 098 | 971  | 1 025 |

| 1968  | 1975 | 1982  | 1990 | 1999 | 2006 | 2007 | 2012 | 2017 |
| ----- | ---- | ----- | ---- | ---- | ---- | ---- | ---- | ---- |
| 1 027 | 979  | 1 028 | 948  | 903  | 830  | 818  | 779  | 718  |

| 2022 | - | - | - | - | - | - | - | - |
| ---- | - | - | - | - | - | - | - | - |
| 726  | - | - | - | - | - | - | - | - |

## Économie
- La commune possède un établissement de la Fondation Claude Pompidou, Le Chavanon. Il est destiné aux personnes âgées dépendantes.
- Le vendeur d'électro ménager et de charbon vend de la limonade et du soda qu'il fabrique lui-même avec une machine datant de 1945.
- Marché le jeudi. Vente de fromages appréciés dans les environs : chèvres, saint-nectaire, bleu d'Auvergne, cantal. En saison champignons, noix, pommes Saint-Germain.

### Enseignement
- Le collège public René-Perrot a été construit en 1967 en l’honneur du peintre animalier René Perrot qui habitait à Merlines.

## Lieux et monuments
- L'église paroissiale Saint-Blaise puis Sainte-Madeleine du XVe siècle. Elle est inscrite à l'Inventaire général du patrimoine culturel[24].
- Une croix monumentale du XVIe siècle[25].
- Le viaduc du Chavanon (autoroute A89, belvédère avec panorama sur la chaîne des Puys).
- Le viaduc de la Barricade (autoroute A89).

Mais aussi :
- Ancien barrage hydroélectrique du Chavanon.
- Étang de l'Abeille.
- Vallée de la Barricade.
- Vallée du Chavanon (site naturel).
- Point de vue depuis le quai de la gare sur la Chaîne des Puys.
- Site du château de Lagarde (la Garde-Guillotin).
- Fours à chaux de Gioux.

## Personnalités liées à la commune
- René Perrot (1912-1979) : peintre animalier, décédé à Merlines, qui donna son nom au Collège René-Perrot situé sur la commune[26] ;
- Charles Gaidy : artiste animalier, écrivain et journaliste, président du Festival International d'Art Animalier en Pays d'Eygurande, à l’origine de la proposition de nommage du collège René Perrot de Merlines[27] ;

 (septembre 2020).
- Les Troubadours d'Ussel : Gui et ses frères Ebles et Pèire, ainsi que son cousin Elias ;
- Florent Gautreau : journaliste ;
- Charles Verny : avocat, grand résistant et époux de Françoise Verny.

## Héraldique
| Blason de Merlines | Blason  | Écartelé : aux 1er et 4e d'azur à la porte d'or, la serrure et les bris d'huis de même, accompagnée de trois étoiles aussi d'or, 2 en chef et 1 en pointe, aux 2e et 3e d'azur à une croix ancrée d'argent. |
| Blason de Merlines | Détails | Le statut officiel du blason reste à déterminer. |

## Sources

### Cartes
1. ↑  IGN, « Évolution comparée de l'occupation des sols de la commune sur cartes anciennes », sur remonterletemps.ign.fr (consulté le 2 juillet 2022).
2. ↑  « Cartographie interactive de l'exposition des sols au retrait-gonflement des argiles », sur infoterre.brgm.fr (consulté le 29 septembre 2024)